# Бортовая качка

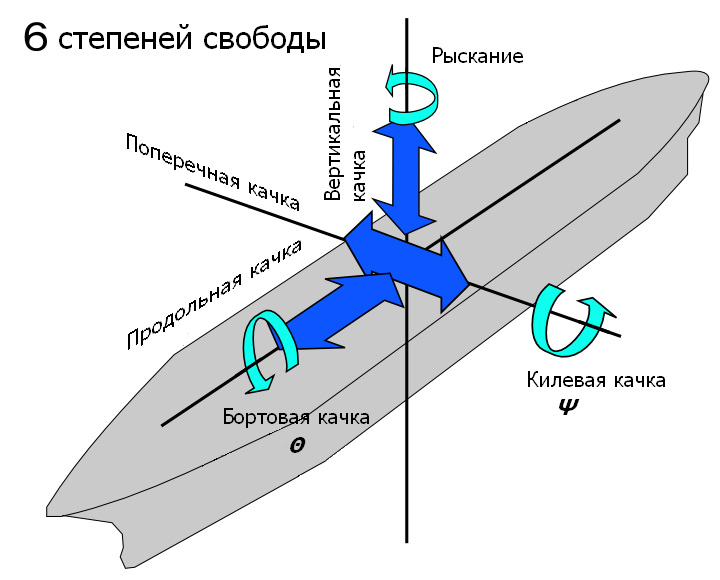
Виды качки

Бортовая качка — переменное наклонение плавающего судна на правый и на левый борт под действием волнения или других внешних сил.
Бортовая качка ухудшает условия работы механизмов и приборов. Вызывает снижение скорости хода судна. Отрицательно действует на организм человека, приводя к ухудшению самочувствия и потере работоспособности. На кораблях приводит к невозможности использовать установленные боевые системы, выводя тем самым их из боеготовности. При больших амплитудах может привести к потере остойчивости судна и его затоплению.
Основной способ снижения амплитуды бортовой качки — увеличение метацентрической высоты, что достигается выбором необходимых обводов корпуса судна, размещением груза или балластировкой. Однако суда с большой метацентрической высотой имеют более резкий характер качки (которая человеком переносится хуже, чем плавная, но большей амплитуды) и высокие динамические нагрузки, действующие на корпус. В некоторых случаях, когда бортовая качка носит резонансный характер, целесообразно наоборот снизить метацентрическую высоту для снижения собственной частоты качки и прекращения резонансных явлений. Для борьбы с бортовой качкой используют успокоители качки. 
Бортовую качку речного судна в шторм можно уменьшить путем перехода на более мелководный участок судового хода или в сравнительно мелководный затон.  